# Принцесса Укока

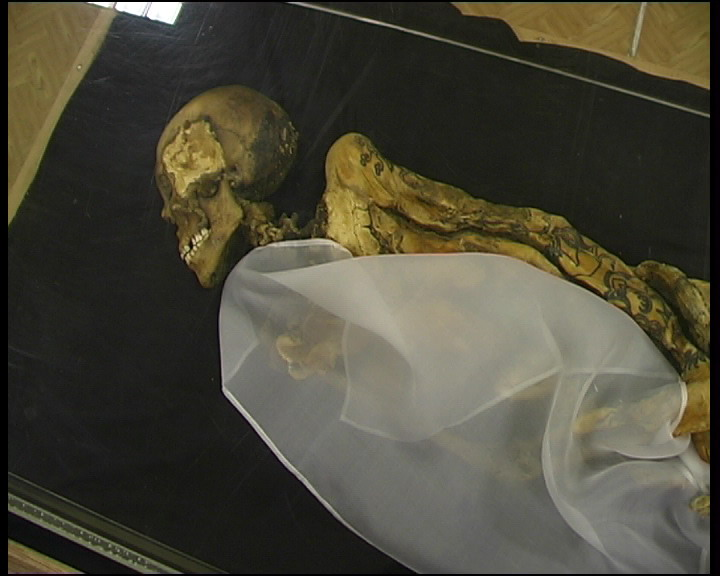
Внешний вид мумии

Принце́сса Уко́ка (Алтайская принцесса) — данное журналистами и жителями Республики Алтай название мумии молодой женщины возрастом примерно 28-30 лет, найденной в ходе археологических раскопок на могильнике Ак-Алаха урочища Укок в 1993 году. Принадлежит к пазырыкской культуре (V—III века до нашей эры).
Анализ 2001 года показал, что представители данной культуры по митохондриальным ДНК наиболее близки к современным селькупам и кетам. Причиной смерти женщины был рак молочной железы.

## История обнаружения
Начало изучению «замёрзших» могил Алтая положено в 1865 году Василием Радловым. Раскопки кургана Ак-Алаха-3 на плоскогорье Укок (Республика Алтай), в котором была захоронена так называемая принцесса, начала в 1993 году Наталья Полосьмак — археолог из Новосибирска, доктор исторических наук. 
Курган представлял собой полуразрушенный памятник, который ещё в древности пытались ограбить. К началу раскопок курган был в полуразобранном состоянии и выглядел разорённым: в 1960-е годы, во время конфликта с Китаем, в этом районе был построен укрепрайон, материалы для которого брались из курганов.
В кургане обнаружилось захоронение эпохи железа, под которым располагалось ещё одно, более древнее. В ходе раскопок археологи обнаружили, что колода, в которую было помещено тело умершей, заполнена льдом. Именно поэтому мумия женщины хорошо сохранилась. Нижнее захоронение было замуровано в слое вечной мерзлоты. Это вызвало большой интерес археологов, так как в подобных условиях сохраняются древние вещи.
Погребальную камеру вскрывали несколько дней, постепенно растапливая лёд, стараясь не навредить содержимому.

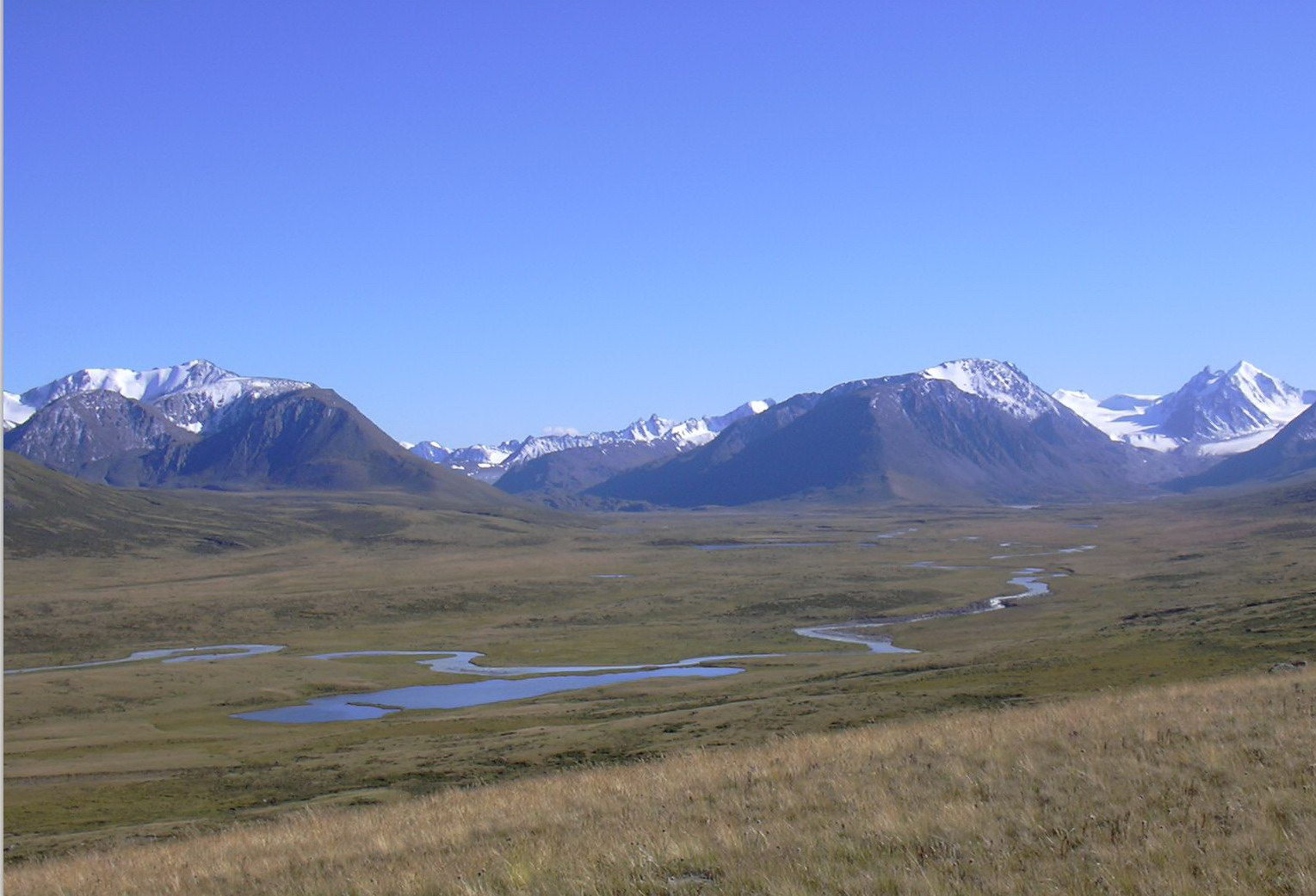
Долина Ак-Алахи, вид на перевал Канас
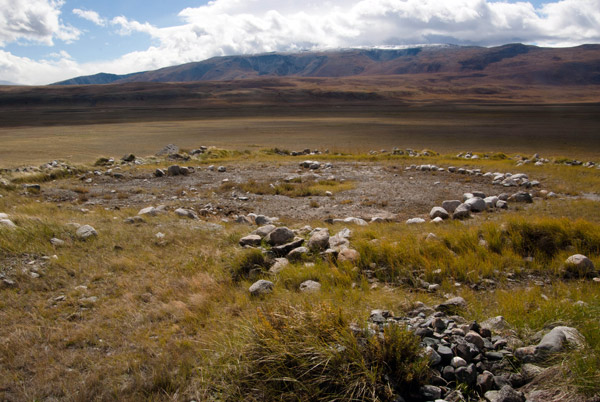
Современный вид кургана
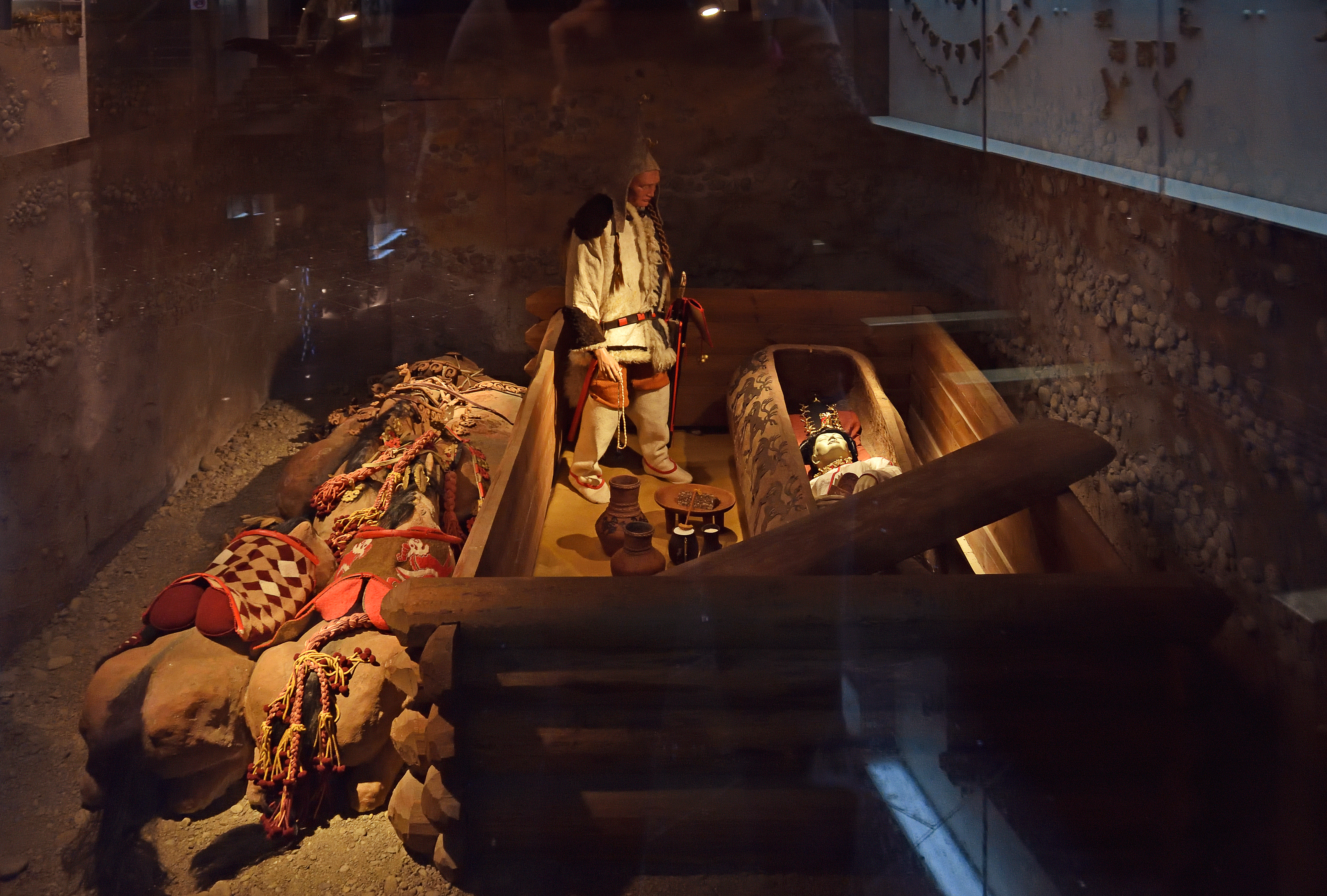
Реконструкция погребального комплекса в Музее имени Анохина

## Описание археологических находок
Помимо мумии, в погребальной камере обнаружили шесть коней под сёдлами и со сбруей, а также деревянную колоду из лиственницы, заколоченную бронзовыми гвоздями. Содержимое захоронения указывает на знатность погребённой персоны. Сравнительно небольшой размер кургана позволяет отнести её к «знати среднего ранга».

Мумия лежала на боку со слегка подтянутыми ногами. Надеты на мумии были белая шёлковая рубашка, бордовая шерстяная юбка, войлочные носки, шуба. Также особенной является сложная причёска умершей, сооружённая из шерсти, войлока и собственных волос; высота конструкции  составляла 90 см. Вся одежда была изготовлена очень качественно, что свидетельствует о высоком статусе погребённой. Она умерла в молодом возрасте (не более 30 лет) от рака молочной железы (при исследовании были обнаружены опухоль в груди и метастазы). 

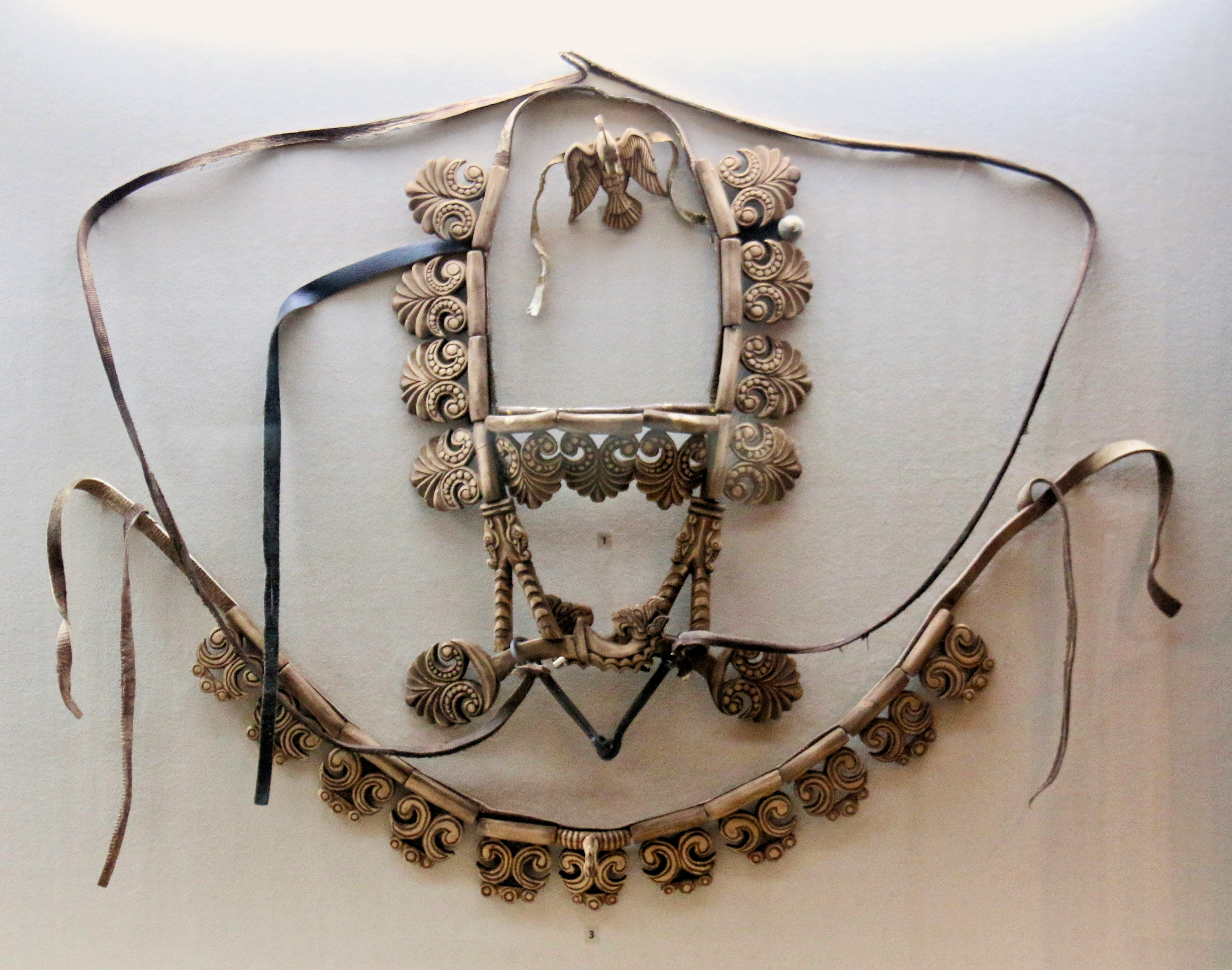
Сбруя одной из шести лошадей, обнаруженных в погребении

По черепу был воссоздан облик женщины. Из трёх экземпляров скульптурного бюста один находится в новосибирском музее, второй был передан Обществу национального возрождения Алтая, третий — в московский Музей изобразительных искусств имени А. С. Пушкина.
Как и другие пазырыкцы, захороненная была татуирована в «зверином стиле». По левой руки от плеча до кисти проходит самый крупный рисунок — олень с клювом грифа и рогами козерога (грифон). На правой руке изображены горный баран с запрокинутой головой, снежный барс с длинным закрученным хвостом и крылатые хищники, сочетающие черты кошачьих и птиц — образы, возможно, связанные с шаманскими представлениями о духах-покровителях либо с мифологическими преданиями. На пальцах и запястьях присутствуют геометрические узоры, которые могли служить оберегами или обозначать социальный статус.

## Место хранения мумии
После находки и до 2012 года мумия хранилась в музее Института археологии и этнографии Сибирского отделения РАН, в Новосибирском Академгородке. Этот факт вызывал недовольство некоторых алтайцев. С точки зрения недовольных, «принцессу Укока» следовало вернуть на Алтай: одни считали, что достаточно вернуть мумию на территорию республики, другие же считают, что её необходимо снова захоронить на прежнем месте (см. раздел «Отношение алтайцев»).
С сентября 2012 года мумия хранится в новом зале Национального музея имени Анохина (Республика Алтай, г. Горно-Алтайск), специально созданном для хранения экспоната, в саркофаге с оборудованием для поддержания и контроля особого температурного и влажностного режима. Для экспоната возведена специальная пристройка.

## Отношение алтайцев к мумии
Несмотря на генетические исследования, указывающие на близость пазырыкцев к народам севера современной Сибири, в Республике Алтай бытует мнение, что потомками носителей пазырыкской культуры являются «современные популяции североалтайского антропологического типа, к которым относятся северные алтайцы, телеуты, горные шорцы, а также барабинские татары позднего времени».
В средствах массовой информации утверждается, что коренное население Алтая рассматривает «принцессу», которую еще называют Ак-Кадын (Честная, Искренняя, Добрая Хатун), в качестве хранительницы покоя: якобы она стояла на страже врат подземного мира, не допуская проникновения Зла из низших миров. Принцесса соединилась в сознании народа с богатыркой Очи-Бала, то есть стала персонажем одноименного алтайского героического эпоса.
В 2014 году Совет старейшин Республики Алтай решил захоронить мумию, и это решение было одобрено главой республики. Решение о захоронении было связано с тем, что часть населения республики считает извлечение мумии из кургана причиной стихийных бедствий, которые обрушивались на Горный Алтай в последние два десятилетия (в особенности — причиной сильного наводнения и крупного града, случившихся на Алтае в конце 2014 года). В свою очередь, Эмилия Алексеевна Белекова, и. о. директора Национального республиканского музея имени А. В. Анохина, усомнилась в компетенции Совета старейшин Республики Алтай в этом вопросе, указав, что решение подобных вопросов относится к компетенции Министерства культуры Российской Федерации.

«На сегодняшний день мумия „принцессы“ передана нам на временное хранение. Собственником этого биологического объекта является музей археологии и этнографии СО РАН (Новосибирск). Так что мы только временно храним», — сказала Белекова. Она отметила, что музей, старейшины и даже власти республики не смогут распорядиться мумией по своему желанию без решения её собственника.

«Все найденные при раскопках вещи — это федеральная собственность, и как раз новосибирскому музею археологии и этнографии это передано в бессрочное пользование. Всё это должно решаться через министерство культуры РФ. А то, что старейшины собрались и решили, никакой юридической силы не имеет», — сказала Белекова.

В декабре 2015 года несколько жителей Алтая обратились в Горно-Алтайский городской суд с иском о захоронении «принцессы»; ответчиком по делу стал музей, в котором хранится мумия. Однако суд отказал в удовлетворении иска. Президент духовного центра тюрков «Кин Алтай», шаман Акай Кине, который был одним из инициаторов искового заявления, подал кассационную жалобу на решение суда и пообещал, что в случае очередного отказа может пожаловаться и в международный суд. 

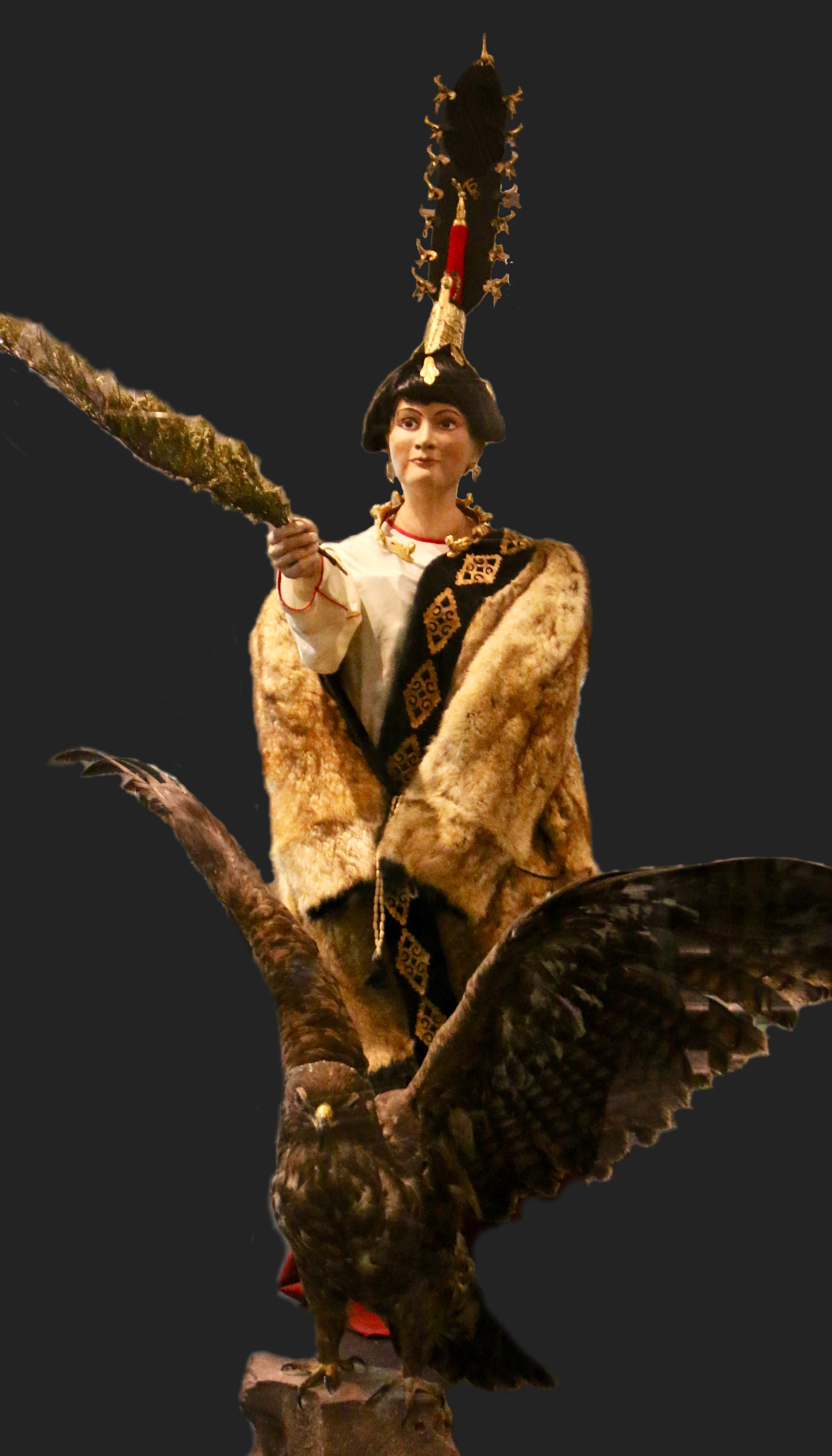
Одна из реконструкций облика «алтайской принцессы»

Академик Вячеслав Молодин так характеризовал ситуацию вокруг принцессы:

«Не стоит называть её „принцессой“. Никакая это не принцесса, это представитель среднего слоя пазырыкского общества. Шумиха вокруг нашей находки возникает тогда, когда на Алтае происходят какие-то события: или выборы, или землетрясения, или дефицит местного бюджета. Тут же эту самую „даму“ поднимают на щит: все беды происходят потому, что она в Новосибирске, а не на Алтае. Даже политические партии пытаются это использовать: мол, вы нас избирайте — а мы вернём „принцессу“ на Алтай. Всё это политиканство самого низшего пошиба. Сначала мы по этому поводу волновались, а сейчас относимся к этому абсолютно спокойно. После изучения мумия будет возвращена на Алтай.

Самое интересное, что эта мумия — далеко не первая, которая выкопана на Алтае и вывезена оттуда. В тридцатые и пятидесятые годы при раскопках пазырыкских курганов было найдено несколько мумий, которые хранятся в Эрмитаже. И слава Богу, никто не требует их вернуть. Причём это были захоронения самого высокого слоя пазырыкского общества».

## В литературе и фильмах
Принцесса Укока фигурирует в художественной литературе определённой направленности:
- Анна Никольская. Кадын — владычица гор. — Игра слов, 2011.
- Ирина Богатырёва. Кадын. — М.: Эксмо, 2015.
- Ирина Богатырёва. Луноликой матери девы. — М.: АСТ, Луноликой матери девы. — (Победители Международной премии имени С. Михалкова).
- Игорь Резун. Укок, или Битва Трёх Царевен. — Цикл романов в жанре «фэнтези-боевик». — Весь, 2007—2009.
- Анастасия Перкова. Стерегущие золото грифы. — Ирга, 2017. — 270 с.
- Анастасия Перкова. Стерегущие золото грифы. — Москва: МИФ, 2024. — 352 с. — ISBN 978-5-00214-420-4.

Фильм Алёны Жаровской «Месть алтайской принцессы», показанный по Первому каналу, характеризуется как «далеко опередивший республиканские газеты по количеству отсебятины и мистической галиматьи».